# Neosuchia
Neosuchia é um clado de crocodilomorfos que inclui as formas modernas de crocodilianos e seus descendentes fósseis. Neosuchia é muito diverso e  pode ser polifilético, o clado sofreu várias revisões taxonômicas desde a sua origem em 1988. Neosuchia tem seu primeiro registro no Jurássico Inferior com o gênero Calsoyasuchus, que viveu durante o Sinemuriano e Pliensbachiano.
- Neosuchia
  - Gênero Khoratosuchus
  - Gênero Stolokrosuchus
  - Família Atoposauridae
  - Família Goniopholididae
  - Subordem Thalattosuchia
    - Gênero Pelagosaurus
    - Família Teleosauridae
    - Superfamília Metriorhynchoidea

  - Subordem Tethysuchia
    - ? Família Elosuchidae
    - Família Dyrosauridae
    - Família Pholidosauridae

  - Família Stomatosuchidae
  - Gênero Bernissartia
  - Gênero Gilchristosuchus
  - Gênero Rugosuchus
  - Gênero Susisuchus
  - Família Paralligatoridae
  - Subordem Eusuchia